# له هونگ مین
له هونگ مین (انگلیسی: Lê Hồng Minh؛ زادهٔ ۱۵ سپتامبر ۱۹۷۸) بازیکن فوتبال اهل ویتنام بود.
از باشگاه‌هایی که در آن بازی کرده است می‌توان به باشگاه فوتبال هانوی اشاره کرد.
وی همچنین در تیم ملی فوتبال ویتنام بازی کرده است.